# Предешть (Прахова)
Предешть, Предешті (рум. Predești) — село у повіті Прахова в Румунії. Входить до складу комуни Тіносу.
Село розташоване на відстані 41 км на північ від Бухареста, 15 км на південь від Плоєшті, 99 км на південь від Брашова.

## Населення
За даними перепису населення 2002 року у селі проживали 717 осіб, з них 715 осіб (99,7%) румунів. Усі жителі села рідною мовою назвали румунську.